# Chengjiao (socken i Kina, Henan, lat 36,07, long 113,81)
Chengjiao (kinesiska: 城郊, 城郊乡) är en socken i Kina. Den ligger i provinsen Henan, i den centrala delen av landet, omkring 150 kilometer norr om provinshuvudstaden Zhengzhou.
Genomsnittlig årsnederbörd är 688 millimeter. Den regnigaste månaden är juli, med i genomsnitt 227 mm nederbörd, och den torraste är december, med 5 mm nederbörd.